# 흙 (1967년 영화)
"흙"은 1967년 공개된 대한민국의 영화이다.

## 배역
- 김진규 : 허숭 역
- 김지미 : 정선 역
- 최남현
- 남정임 : 유순 역
- 박병호
- 강계식
- 강문
- 변기종
- 이낙훈
- 김신재
- 강부자
- 안인숙